# 菲拉德爾菲亞 (卡爾達斯省)
菲拉德爾菲亞是哥倫比亞的一个城鎮，位於該國中部，由卡爾達斯省負責管轄，距離首府馬尼薩萊斯48公里，始建於1850年，面積193平方公里，海拔高度1,266米，2005年人口12,235。
5°18′N 75°36′W / 5.300°N 75.600°W